# Lars Wedin
Lars Rickard Wedin, född 14 juli 1947 i Kungsholms församling i Stockholm, är en svensk militär och militärhistoriker.

## Biografi
Efter studier i matematik vid Göteborgs universitet blev Wedin sjöofficer 1969, löjtnant 1971 och kapten i flottan 1972. Han var fartygschef på patrullbåt i Provturskommandot 1977–1979. Åren 1979–1981 gick han Högre tekniska kursen på Marinlinjen vid Militärhögskolan. Han befordrades till örlogskapten 1980 och var fartygschef på HMS Vale 1981–1982. Han befordrades till kommendörkapten 1985 och studerade 1985–1986 vid École supérieur de guerre navale i Paris. Han var chef för 46. patrullbåtsdivisionen 1987–1988 och chef för Studieavdelningen i Planeringssektionen i Marinstaben 1988–1990.
Åren 1990–1993 var han militärrådgivare i internationella frågor (Europeiska säkerhetskonferensen, ESK) vid Försvarsstaben och befordrades 1992 till kommendörkapten med särskild tjänsteställning. Han var militärrådgivare vid svenska ESK-delegationen i Wien 1993–1995. Åren 1995–1998 var han sakkunnig vid Utrikesdepartementet, varpå han 1998 befordrades till kommendör och 1999–2000 var chef för Strategiska studier vid Försvarshögskolan. Han var 2001–2003 chef för Concept Branch vid Europeiska unionens militära stab i Bryssel. Åren 2003–2004 var han chef för Militärhistoriska avdelningen vid Försvarshögskolan. Han är idag (2019) redaktör för Tidskrift i sjöväsendet. 
Lars Wedin invaldes 1987 som ledamot av Kungliga Örlogsmannasällskapet och 1995 som ledamot av Kungliga Krigsvetenskapsakademien. Han är också ledamot av Utrikespolitiska samfundet samt medlem av Institut de stratégie comparée och Académie de marine (membre associé).

## Utmärkelser
- Kungliga Örlogsmannasällskapets förtjänstmedalj i guld (2021)[2]